# Parasemia geometrica
Parasemia geometrica là một loài bướm đêm thuộc phân họ Arctiinae, họ Erebidae.